# Malbuisson
Malbuisson là một xã trong vùng hành chính Franche-Comté, thuộc tỉnh Doubs, quận Pontarlier, tổng Pontarlier. Tọa độ địa lý của xã là 46° 47' vĩ độ bắc, 06° 18' kinh độ đông. Malbuisson nằm trên độ cao trung bình là 884 mét trên mực nước biển, có điểm thấp nhất là 846 mét và điểm cao nhất là 1091 mét. Xã có diện tích 6.60 km², dân số vào thời điểm 2004 là 500 người; mật độ dân số là 76 người/km².

## Thông tin nhân khẩu
| 1946 | 1954 | 1962 | 1968 | 1975 | 1982 | 1990 | 1999 | 2004 |
| ---- | ---- | ---- | ---- | ---- | ---- | ---- | ---- | ---- |
| 318  | 345  | 284  | 267  | 298  | 335  | 366  | 400  | 500  |